# Jos Hoevenaers
Joseph "Jos" Hoevenaers (ur. 30 listopada 1932 w Antwerpii – zm. 14 czerwca 1995 w Wilrijk) – belgijski kolarz szosowy, brązowy medalista mistrzostw świata.

## Kariera
Największy sukces w karierze Jos Hoevenaers osiągnął w 1962 roku, kiedy zdobył brązowy medal w wyścigu ze startu wspólnego podczas mistrzostw świata w Salò. W zawodach tych wyprzedzili go jedynie Francuz Jean Stablinski oraz Irlandczyk Seamus Elliott. W tej samej konkurencji był też między innymi szesnasty na rozgrywanych siedem lat wcześniej mistrzostwach świata we Frascati. Ponadto był między innymi trzeci w Berlin-Rundfahrt w 1956 roku, pierwszy w Rzym-Neapol-Rzym i trzeci w Bordeaux-Paryż w 1958 roku, pierwszy w La Flèche Wallonne i drugi w wyścigu Gandawa-Wevelgem w 1959 roku, trzeci w Tour de Romandie w 1960 roku, drugi w Giro del Piemonte w 1961 roku oraz Tre Valli Varesine rok później, a w 1964 roku zwyciężył w Berner Rundfahrt i Grote Scheldeprijs. Siedmiokrotnie startował w Tour de France, zajmując między innymi ósmą pozycję w 1959 roku. Trzykrotnie startował w Giro d'Italia, ale nigdy nie ukończył tego wyścigu. Nigdy nie wystąpił na igrzyskach olimpijskich. W 1967 roku zakończył karierę.
Jego ojciec, Henri również był kolarzem.